# Đorđe Rakić
Đorđe Rakić est un footballeur serbe né le 31 octobre 1985 à Belgrade en Yougoslavie.